# Nasher Sculpture Center
Il Nasher Sculpture Center è un museo di Dallas, città del Texas negli Stati Uniti. Esso raccoglie principalmente sculture di genere moderno e contemporaneo. L'edificio è situato vicino al Dallas Museum of Art nel cuore della città.

## Descrizione
Il museo fu per molto tempo un sogno dei fratelli Nasher, che insieme costituirono una vasta collezione di opere anche di artisti famosi fra i quali: Harry Bertoia, Constantin Brâncuși, Alexander Calder, Raymond Duchamp-Villon, Paul Gauguin, Willem de Kooning, Mark di Suvero, Alberto Giacometti, Barbara Hepworth, Ellsworth Kelly, Henri Matisse, Joan Miró, Henry Moore, Claes Oldenburg, Pablo Picasso, Auguste Rodin, Richard Serra, e David Smith.
L'edificio attuale (5100 m²) fu realizzato dall'architetto italiano Renzo Piano nel 1998, mentre il giardino (8100 m²) è stato costruito anch'esso da lui e da un architetto statunitense Peter Walker. Il museo è dotato di vari display, presenti sia nel parco che nell'interno, sui quali scorrono le sculture contenute all'interno del museo.